# Dosarul Odessa (film)
 Dosarul Odessa  (titlul original: în engleză The Odessa File) este un film thriller anglo-vest german, realizat în 1974 de regizorul Ronald Neame, după romanul omonim al scriitorului Frederick Forsyth, protagoniști fiind actorii Jon Voight, Maximilian Schell, Maria Schell și Derek Jacobi. 

## Rezumat
În 1963 serviciul secret israelian Mossad a trimis un agent în Germania pentru a găsi o companie care proiecta pentru Egiptul ostil Israelului, un sistem de ghidare a rachetelor. Informațiile serviciului secret spun că organizația numită Odessa se află în spatele acestei companii.
La Hamburg, jurnalistul Peter Miller a aflat de sinuciderea evreului german Salomon Tauber în noiembrie 1963. Detectivul Karl Braun, care este în relații prietenoase cu el, îi lasă jurnalul mortului. 
Citindu-l, află despre inumanitățile pe care decedatul Tauber a trebuit să le trăiască și să sufere în Ghetoul din Riga. În mod deosebit, rândurile descriu atrocitățile comandantului Eduard Roschmann, numit „măcelarul din Riga”. Când Miller citește despre un incident din portul Riga, în care Roschmann a împușcat un ofițer al Wehrmachtului, este surprins.
Miller decide să investigheze unde se află Roschmann. Nici refuzul redactorului său șef de a-i da un mandat de cercetare, nici remarcile îngrijorate ale iubitei sale Sigi și ale mamei sale nu-l pot împiedica să facă acest lucru.
Un prieten al decedatului îi spune că Roschmann este încă în viață. De asemenea, află de la el despre existența Odesei. Când Miller în aceeași seară a intrat la o întâlnirile de-a lor, a fost dat afară.
Odessa, care vede progresarea lor cu sistemul de ghidare pus în pericol de cercetările lui Miller și care vrea totodată să-l protejeze pe Roschmann, decide să-l elimine pe reporter din calea lor. Un atentat de asasinat prin a-l împinge pe Miller în fața unui tren în stația de metrou din Hamburg, eșuează.
În ciuda acestui incident, Miller merge la Viena, unde reușește să-l întâlnească pe Simon Wiesenthal. A primit adresa prin telefon de la prietenul său de la poliția de criminalistică din Hamburg. Colegul acestuia, Kunik, de asemenea fost SS-ist, a asistat la conversație și și-a informat camarazii de la Odessa.
De la Wiesenthal, Miller primește informații mai detaliate despre Odessa și despre viața lui Roschmann după terminarea războiului. Când se întoarce la hotelul său, este abordat de un bărbat care îl avertizează insistentent să nu investigheze mai departe. 
Pe drumul de întoarcerea spre Germania, Miller este răpit într-o parcare de câțiva bărbați. După cum se dovedește, ei lucrează pentru Mossad și încearcă de câțiva ani să infiltreze oameni în Odessa, dar până acum acest lucru s-a încheiat întotdeauna cu demascarea și uciderea lor. Miller acceptă să fie infiltrat în organizația secretă nazistă. În acest scop, el își ia identitatea fostului membru SS Rolf Günther Kolb, care a murit într-un spital din Bremen.
Între timp, Odesa l-a angajat pe asasinul plătit Mackensen, să-l găsească pe Miller și să-l elimine. Mackensen o pândește pe iubita reporterului, pentru a afla locul unde se află Miller. Dar Sigi nu știe nimic și reușește să scape. Spre norocul ei, mașina care îi facilitează scăparea, este condusă de detectivul Kunik. Sub pretextul plasării sub protecție a lui Sigi, el reușește să plaseze o „polițistă” în apartamentul ei.
Folosind o falsă scrisoare de recomandare, Miller, alias Kolb, îl caută pe funcționarul de rang înalt din Odessa, Franz Bayer, care îi verifică temeinic identitatea, de care este în cele din urmă convins. Acesta îl trimite la tipograful și falsificatorul de pașapoarte Klaus Winzer din Bayreuth, pentru a-i da lui Kolb o nouă identitate. Totuși, Miller este forțat să rămână câteva zile în Bayreuth, deoarece fotograful necesar să-i facă poza, este plecat din oraș. 
Înainte de călătorie însă, Miller a făcut greșeala de a-și suna prietena din gara München, discuție ascultată de „protectoarea” ei. Drept urmare, Odessa a descoperit repede adevărata identitate a presupusului ei „camarad” și l-a trimis pe Mackensen la Bayreuth pentru a-l ucide pe Miller. Acesta este ademenit în tipografie sub pretextul că fotograful s-a reîntors. Suspicios, el reușește să intre în clădirea anexată de tipografie, unde o găsește pe mama bolnavă la pat a tipografului. Crezând că este un duhovnic datorită hainelor sale negre, îi spune cu încredere că fiul ei a creat în secret un dosar pentru a se proteja de Odessa (Dosarul Odessa) care conține informații despre toți membrii SS-iști cărora li s-a dat o nouă identitate.
Miller reușește să-l omoare într-o luptă, pe Mackensen care îl aștepta în atelier. Ia dosarele din seif, al cărui cifru l-a primit tot de la mama lui Winzer. Actele conțin de asemenea, informații despre Roschmann și noua sa identitate de director al unei companii de dispozitive electronice, din Heidelberg. Pentru propria protecție, decide să depună dosarul într-un safe la Gara Centrală din München și dă doar foaia cu datele lui Roschmann agenților Mossad, astfel încât aceștia să știe numele și locația companiei responsabile pentru sistemul de ghidare a rachetelor comandate de Egipt. Chemând-o pe Sigi la Hedelberg, el îi dă cheia safeului iubitei, pentru cazul în care i se va întâmpla ceva, să predea imediat dosarul lui Simon Wiesenthal.
Compania Roschmann a făcut invitații la deschiderea unei expoziții a companiei despre cele mai noi tehnologii electronice, la care participă și Miller. Când Roschmann pleacă, îl urmărește până la domeniul acestuia. Miller fiind înarmat, îl sechestrează pe acesta care își neagă adevărata identitate și văzând că acest lucru nu ajută, încearcă să apeleze la sentimentele patriotice ale lui Miller. Miller dezvăluie în cele din urmă adevăratul motiv pentru care l-a urmărit și anume, pentru căpitanul pe care Roschmann l-a împușcat în portul Riga spre sfârșitul războiului, care era tatăl său. Acum, lui Roschmann îi este clar că nu are scăpare, așa că scoate o armă din sertar. În schimbul de focuri care a urmat, Miller reușește să-l împuște pe ucigașul tatălui său. 
Cu actele din dosar, Wiesenthal reușește să dea pe mâna justiției unii dintre cei mai importanți oameni ai SS-ului. Compania lui Roschmann a fost victima unui foc mistuitor și Egiptul nu a primit niciun sistem de ghidare a rachetelor.

## Distribuție
- Jon Voight – Peter Miller
- Maximilian Schell – Eduard Roschmann
- Mary Tamm – Sigi
- Maria Schell – doamna Miller
- Derek Jacobi – Klaus Winzer
- Peter Jeffrey – David Porath
- Klaus Löwitsch – Gustav Mackensen
- Kurt Meisel – Alfred Oster
- Hannes Messemer – generalul Richard Glücks
- Shmuel Rodensky – Simon Wiesenthal
- Ernst Schröder – Werner Deilmann
- Günter Strack – Kunik
- Noel Willman – Franz Bayer
- Martin Brandt – Marx
- Hans Caninenberg – Dr. Ferdinand Schultz
- Heinz Ehrenfreund – Shapiro
- Towje Kleiner – Salomon Tauber
- Georg Marischka – procuror șef Richard Gernot
- Günter Meisner – SS-Gruppenführer Greifer
- Gunnar Möller – Karl Braun
- Elisabeth Neumann-Viertel – doamna Winzer
- Dietmar Mues – căpitanul Miller
- Til Kiwe – vânzătorul de medalii

## Melodii din film
- Christmas Dream muzica: Andrew Lloyd Webber, text: Tim Rice, interpreta de Perry Como;
- Schwarzbraun ist die Haselnuss, tradițional, cântat la reuniunea soldaților;

## Trivia
- ODESSA este acronimul pentru Organization der ehermaligen SS-Angehörigen, care se traduce prin „Organizația foștilor membri ai SS”.
- Eduard Roschmann este numele unui adevărat criminal de război nazist care a trăit mult timp în America de Sud. După lansarea cărții, au fost întreprinse cercetări suplimentare pentru localizarea acestuia, dar nu a fost găsit.
- A existat și SS-Gruppenführerul Richard Glücks. A fost inspector al lagărelor de concentrare naziste care s-a sinucis la 10 mai 1945 în Flensburg, luând o capsulă de cianură de potasiu.
- Filmul a fost turnat la Hamburg, Salzburg, Heidelberg și München.

## Literatură
- Forsyth, Frederick. Dosarul Odessa. Tradus de Dumitru Florin Adria. București, 2005: Editura RAO. p. 384.